# توریشکا واس نه پهرجو
توریشکا واس نه پهرجو (به لاتین: Turiška Vas na Pohorju) یک منطقهٔ مسکونی در اسلوونی است که در Lower Styria واقع شده‌است.

## خصوصیات
توریشکا واس نه پهرجو ۰٫۹۹ کیلومترمربع مساحت و ۷۴ نفر جمعیت دارد و ۶۸۸٫۴ متر بالاتر از سطح دریا واقع شده‌است.